# Lycosa salifodina
Lycosa salifodina là một loài nhện trong họ Lycosidae.
Loài này thuộc chi Lycosa. Lycosa salifodina được Fernando McKay miêu tả năm 1976.